# Brooke Lee Adams
Rebekah Farris, connue sous le nom de scène de Brooke Lee Adams, née le 9 juillet 1986 à San Diego, est une actrice de films pornographiques américaine.

## Biographie
Brooke Lee Adams est d'origine iranienne.

## Filmographie sélective
- 2009 : 
  - Big Oiled Up Asses 3,
  - Just Vagina ;
- 2010 : 
  - Girl Crush,
  - The Flintstones: A XX Parody,
  - Big Wet Asses 17,
  - Mother-Daughter Exchange Club 10,
  - Lesbian Seductions: Older/Younger 34 ;
- 2011 : 
  - Lesbian Seductions: Older/Younger 38,
  - Masseuse 2 ;
- 2012 : 
  - Pink Lips,
  - That Horny Little Cheerleader ;
- 2013 : 
  - Girl Gasms 5,
  - Sweethearts ;
- 2014 : 
  - Girl on Girl Time,
  - Lesbian Allure 2 ;
- 2015 : 
  - Jesse's Sex Parties,
  - What If A Collection of Parodies Characters ;
- 2017 : 
  - Fuck My Throat 2,
  - Juicy Asses 2.

### Distinctions
Récompenses
Nominations
- 2010 : FAME Award - Favorite Female Rookie ;
- 2011 : 
  - AVN Awards, Best :
    - New Starlet,
    - All-Girl Couples Sex Scene, dans Girl Crush, avec Gracie Glam ;

  - XBIZ Award -  New Starlet of the Year ;
- 2012, AVN Awards, Best :
  - Girl/Girl Sex Scene, dans The Flintstones: A XX Parody, avec Hillary Scott ;
  - Supporting Actress, dans The Flintstones: A XX Parody.